# カプセル内視鏡
カプセル内視鏡（カプセルないしきょう、英: Capsule endoscopy）は、小型カメラを内蔵したカプセル状の内視鏡。
小腸・大腸の観察を目的とした内視鏡で、従来の内視鏡では不可能であった小腸の観察を可能とした製品。口から飲み込み、腸内の撮影を行い、肛門から排出される。低侵襲に消化管の検査を行うことができる機器で、日本では、小腸用と大腸用のカプセル内視鏡が、医療で使用されている。

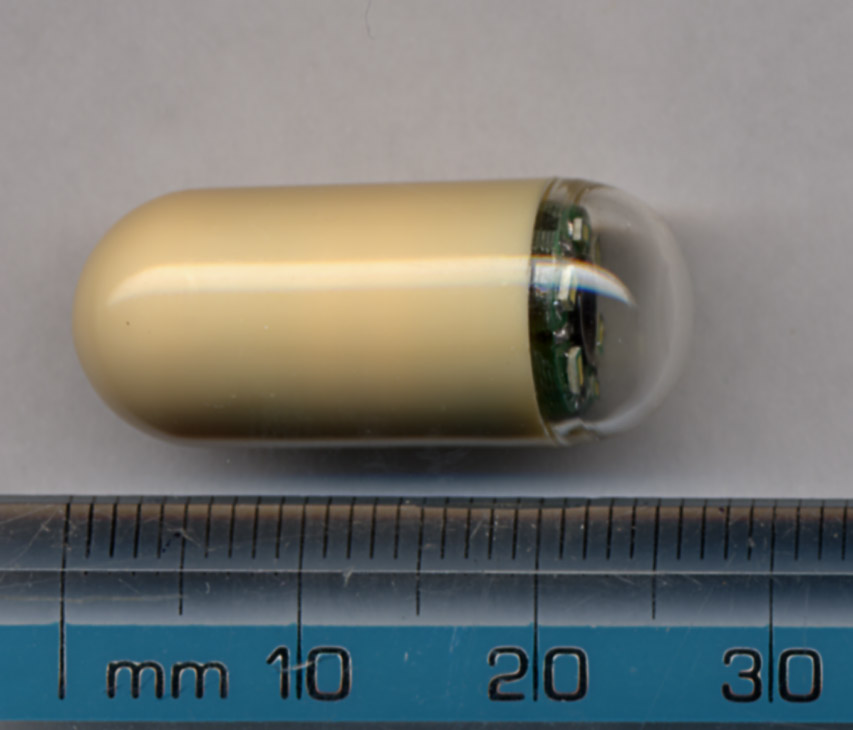
小腸用のカプセル内視鏡の例（写真はコヴィディエン社のもの）。写真右側にカメラが内蔵されている

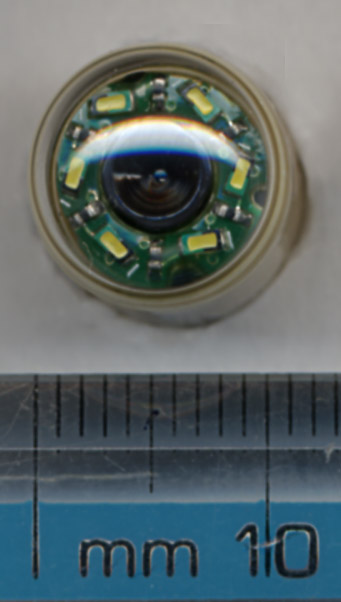
コヴィディエン製品のカメラ側。コヴィディエンの小腸用製品、オリンパスの製品は、カメラがカプセルの一方の先端部にある。

## 歴史
カプセル内視鏡は、1981年、イスラエル国防省の軍事技術研究機関 ラファエル研究所の電子/光学部門技術者ガブリエル・イダン等によって開発が始まり、1994年、The Los Angeles World Congress of Gastroenterologyにて、世界で初めてとなるカプセル内視鏡研究報告が、ラファエル研究所より発表された。
1998年、カプセル内視鏡の開発、生産、販売を行う、ギブン・イメージングがイスラエルで設立。2000年、ネイチャーに臨床研究報告として掲載、カプセル内視鏡の存在が広く知れ渡ることとなった。2001年、ギブン・イメージングの小腸用カプセル内視鏡が、欧州諸国でCEマークを取得、米国FDAより認可を受けている。日本では、2007年4月に薬事承認され、フジノン（現・富士フイルムホールディングス）と販売、部品供給及び研究開発に関して提携し、同年10月に保険適用された。
2012年、カプセル内視鏡検査を行う前に、消化管の開通性を評価する崩壊性のカプセル（パテンシーカプセル）が保険適用されたことで、クローン病を始めとする、全ての小腸疾患の患者に対して使用できるようになった。また、2013年7月、大腸用のカプセル内視鏡が日本で薬事承認され、2014年1月より保険適用となった。
大腸用のカプセル内視鏡は、大腸内視鏡検査が回盲部まで到達できなかった場合や、器質的異常により下部消化管内視鏡検査が実施困難と判断された場合に限り、診療報酬が適用される。
日本勢ではオリンパスやアールエフが、カプセル内視鏡の開発を進めており、オリンパスは、EU圏内で2005年より販売を開始している。日本では、2008年9月に製造販売承認を取得、同年10月に販売が開始された。なおギブン・イメージングは、医療機器メーカーであるコヴィディエンに2014年3月に買収されたため、日本でのカプセル内視鏡の販売は、メドトロニックグループのコヴィディエン ジャパン株式会社が行っている。

## 構造
カプセル内視鏡の形状は、薬のカプセルに類似しており、一般的な薬のカプセル剤よりも一回り程度大きい。
コヴィディエンの小腸用カプセルのサイズは、2.6cm×1.1cmで、1秒間に2枚または6枚撮影を行い、大腸用カプセルのサイズは、3.1cm×1.1cmで、1秒間に4枚または35枚の撮影を行う。また、オリンパス製品は、サイズが2.6cm×1.1cmで、1秒間に2枚撮影を行う。
カプセルにはCMOSやCCDで構成されたカメラ及び無線装置を内蔵している。患者が口から飲み込んだ小腸用のカプセル内視鏡は、蠕動運動という臓器の収縮運動によって消化管内で運ばれ、前進しながら非侵襲的に腸内を撮影し、画像データを体外に送信する。
画像データは、患者がたすき掛けで装着するデータ受信機が記録し、撮影を終えたカプセルは肛門より自然排出される。カプセルは使い捨てで、検査終了後は、医療廃棄物として処分される。

## 製品
日本で薬事認可されているものは、以下3つの製品がある。
小腸の観察を目的とした製品
- PillCam®SB3カプセル：コヴィディエン
- 小腸用カプセル内視鏡 OLYMPUS EC TYPE1：オリンパス

大腸の観察を目的とした製品
- PillCam®COLON2：コヴィディエン

その他、認可されていないが、以下の製品が存在する。
- PillCam®ESO2：コヴィディエン（主に食道の観察を目的とした製品）
- Sayaka®：アールエフ

### 開発中
アールエフが開発中のカプセル内視鏡は、他社製のものより小さく、バッテリーは内蔵せず電波により送電する方式を採用、外部コントローラによって移動やカプセルの向きを自由に指示・制御することができる、とされている。カメラは本体中央に配置され360度回転できるため、消化管内の全面をくまなく撮影することが可能である、とされている。なお、アールエフ製のカプセル内視鏡は、承認されておらず、市場流通はしていない。

## 評価
小腸用カプセル内視鏡
カプセル内視鏡は、小腸病変の同定に有用かつ安全に施行できる検査として、施行数は増加しているが、腸管の狭窄を生じている場合、自然排出されない症例がごく稀にあるため、検査をするにあたってはIBD専門医への相談が必須であるという報告がされている。
カプセル内視鏡には体内に2週間以上とどまる滞留があるが、その発生は341例中1例（0.29%、クローン病）という報告がされている。
大腸用カプセル内視鏡
大腸用のカプセル内視鏡を用いた検査直後に大腸内視鏡検査を実施する方法で、18歳以上の大腸疾患患者約300人を対象として行われた比較試験によれば、
1. 嚥下から排出（口から肛門）までの所要時間は、平均で4時間51分、中央値は4時間1分。1例を除き、16時間以内に排出。
2. 90%以上の患者で嚥下から10時間以内にカプセルが排出された。また、カプセルは1〜2時間程度で大腸を通過する。腸管の洗浄状態と大腸通過に要する時間は無関係。
3. 通常の内視鏡検査とカプセル内視鏡検査の病変部位の検出感度は、有意な差がみられた。また、腸管の洗浄状態の影響を受け、洗浄状態が良好であるほど検出感度は上がる。

と報告されている。
その他、カプセル内視鏡が生体情報モニター機器と電波干渉を起こし、画像が記録されない現象が生じることが報告されており、専用電磁波防護服で、電波干渉を軽減している。